# Microcavia australis
Јужно планинско морско прасе или јужно планинско заморче (Microcavia australis) је врста глодара из породице замораца или морске прасади (лат. Caviidae).

## Распрострањење
Врста је присутна у Аргентини и Чилеу.

## Станиште
Врста Microcavia australis има станиште на копну.

## Начин живота
Број младунаца које женка доноси на свет је обично 1-5.

## Угроженост
Ова врста није угрожена, и наведена је као последња брига јер има широко распрострањење.

### Популациони тренд
Популациони тренд је за ову врсту непознат.